# Where a Good Man Goes
Pour plus de détails, voir Fiche technique et Distribution.
Where a Good Man Goes (再見阿郎, Joi gin a long) est un film hongkongais réalisé par Johnnie To, sorti en 1999.

## Synopsis
Michael Cheung, membre d'une triade, sort de prison. Il est immédiatement confronté à ses anciens frères et à Kark, le policier qui l'avait arrêté.

## Fiche technique
- Titre : Where a Good Man Goes
- Titre original : 再見阿郎 (Joi gin a long)
- Réalisation : Johnnie To
- Scénario : Yau Nai-hoi et Wai Ka-fai
- Société de production : Milkyway Image
- Pays d'origine : Hong Kong
- Format : Couleurs - 35 mm
- Genre : Film dramatique, action, thriller
- Durée : 90 minutes
- Date de sortie : 1999

## Distribution
- Lau Ching-wan : Michael Cheung
- Ruby Wong : Judy Lin
- Lai Yiu-cheung
- Lam Suet : Karl
- Wong Ho-yin
- Law Wing-cheong
- Tsang Siu-yin
- Wai Ai : propriétaire de la boite de nuit
- Chiu Wai-hung
- Cheung Ka-sang
- Chen Hui